# فرخنده نوک‌سیمین
فرخنده نوک‌سیمین (نام علمی: Ramphocelus carbo) یک پرنده گنجشک‌سان با جثه متوسط است. این فرخنده یک زادآور مقیم آمریکای جنوبی از شرق کلمبیا و ونزوئلا در جنوب تا پاراگوئه و برزیل مرکزی، پرو و در ترینیداد است. رایج و آشکار است.

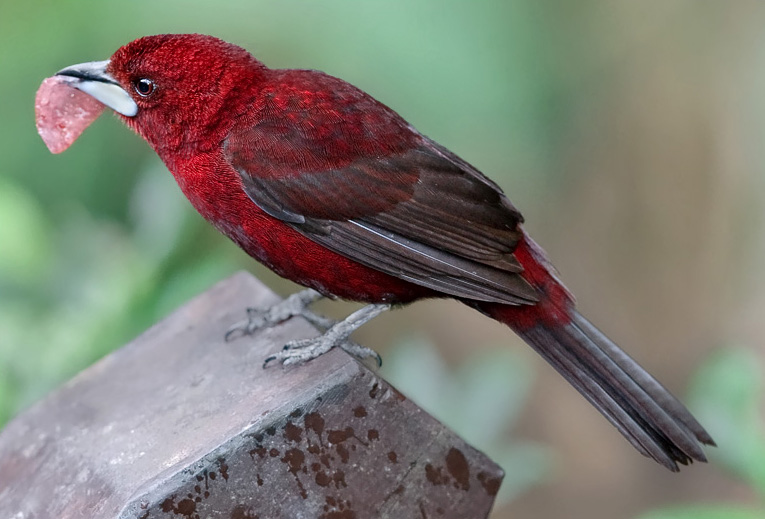
Ramphocelus carbo